# Runaways
Runaways – singel zespołu The Killers pochodzący z ich czwartego albumu studyjnego pt. Battle Born. Został wydany 17 lipca 2012 roku przez wytwórnię Island Records.

## Teledysk
Teledysk do utworu został nakręcony latem 2012 roku, a jego reżyserią zajął się Warren Fu. Oficjalna premiera teledysku miała miejsce 26 lipca 2012.

## Notowania
| Lista (2012)                              | Najwyższa pozycja |
| ----------------------------------------- | ----------------- |
| Australia (ARIA)                          | 67                |
| Belgia (Ultratip Flanders)                | 3                 |
| Belgia (Ultratip Wallonia)                | 19                |
| Kanada (Canadian Hot 100)                 | 37                |
| Chorwacja (Airplay Radio Chart)           | 9                 |
| Niemcy (Media Control)                    | 44                |
| Irlandia (Irish Singles Chart)            | 13                |
| Holandia (Dutch Top 40)                   | 34                |
| Meksyk Airplay                            | 43                |
| Japonia (Japan Hot 100)                   | 37                |
| Szkocja (Official Charts Company)         | 13                |
| Hiszpania (PROMUSICAE)                    | 28                |
| Korea Południowa (Gaon Chart)             | 83                |
| Szwajcaria (Schweizer Hitparade)          | 28                |
| Wielka Brytania (Official Charts Company) | 18                |
| US Billboard Hot 100                      | 78                |